# 金光鎮
金 光鎮（キム・グァンジン、朝鮮語: 김광진、1927年5月12日 - 1997年2月27日）は、朝鮮民主主義人民共和国の軍人、政治家。人民武力部副部長、朝鮮労働党中央委員会委員、朝鮮労働党中央軍事委員会委員、朝鮮民主主義人民共和国国防委員会委員など要職を歴任した。朝鮮人民軍における軍事称号（階級）は次帥。革命第1世代から革命1.5世代に分類され、朝鮮戦争で戦功を立てた。金正日が軍を掌握する際に重要な役割を果たした。

## 経歴
1927年に日本統治下の平安南道平壌府に生まれる。金日成とは6親等離れた族弟に当たるという。解放前は労働者であった。万景台革命学院卒業。1950年に勃発した朝鮮戦争では砲兵の大隊長として参加し、ソウル会戦などで部隊を指揮し洛東江まで進撃した。終戦後の1954年には金日成軍事総合大学で教育事業に参加した。1969年に中将に昇進し、砲兵司令官に就任すると、10年の間砲兵の分野を担当した。1972年に最高人民会議第5期代議員に選出され、1980年に開催された朝鮮労働党第6次大会で朝鮮労働党中央委員会委員候補に選出された。1984年には第5軍団軍団長を経て、12月に人民武力部副部長に就任し、党中央委員会委員に昇格した。1990年から開始された南北首相会談に参加するため、韓国の青瓦台を訪問した。1992年4月に次帥に昇進した。
1994年に金日成主席が死去した際には追悼演説を読んだ。1995年に朝鮮労働党中央軍事委員会委員に選出され、朝鮮労働党の機関紙、労働新聞に金正日への軍部の忠誠を誓った文を寄稿した。同年10月に新設された人民武力部第一副部長に就任し、金日成勲章を受賞した。1997年2月27日に病気の為、死去。6日前の2月21日に崔光人民武力部長が死去し、部長候補に取りざたされている中でのことだった。

## エピソード
1990年に南北首脳会談に参加するため、ソウルを訪問した。軍縮交渉を行っている中で軍帽を被らずにエレベーターに乗ったところ、延亨黙首相から「帽子をかぶらないことも軍縮だ」と言われ、爆笑された。